# Chandler Thompson
John Chandler Thompson (Muncie, Indiana, Estados Unidos, 2 de febrero de 1970) es un exjugador de baloncesto estadounidense. Con 1.91 metros de estatura, jugaba en la posición de escolta.
Era un jugador que se  caracterizaba por su enorme potencia de salto, siendo un gran especialista en mates. 
Después de jugar en la NCAA, estuvo 13 años jugando en las ligas europeas (ACB, la liga italiana y dos breves escapadas en Grecia,formaba parte del equipo Near Est pero por problemas de pago nunca llegó a jugar con ellos, y Rusia). También jugó las dos primeras temporadas de la rebautizada ABA. Durante su época en Orense formó parte del llamado Fab Five, el primer quinteto de color de la historia de la liga ACB junto con Andre Turner, Jackie Espinosa, Howard Wood y Brad Wright.
En la actualidad es ayudante del entrenador del instituto de Lawrence North (Indiana) donde también juega uno de sus hijos.

## Clubes
- Universidad de Ball State (1988-1992)
- Club Ourense Baloncesto (1992-1995)
- Club Baloncesto Estudiantes (1995-2000)
- Near East (2000)
- Fabriano Basket (2001-2002)
- Pallalcesto Udine (2002-2003)
- Scafati Basket (2003)
- Lokomotiv Rostov (2003-2004)
- Basket Rimini (2004-2005)
- Indiana Alley Cats (2005-2007)

## Trofeos
- Subcampeón de la Copa Korac, con Estudiantes, temporada 1998-99.
- Campeón de la Copa del Rey, con Estudiantes, temporada 1999-00.

## Distinciones individuales
- Segundo en la clasificación de Mr. Basketball del estado de Indiana en 1988.
- Concurso de mates ACB (4): Temporadas 1992-93, 1994-95, 1995-96 y 1997-98.
- Jugador de la Semana de la ABA (18 de noviembre de 2005).
- Quinteto Ideal de la ABA 2005-06.
- Segundo en la votación del MVP de la ABA 2005-06.